# Masacre del hospital Al-Aqsa
La masacre del hospital Al-Aqsa fueron una serie de ataques aéreos llevados a cabo el 14 de octubre de 2024 por la Fuerza Aérea Israelí (FAI) contra un grupo de tiendas de campaña que se encontraban en el recinto del Hospital de los Mártires de Al-Aqsa en Deir al-Balah en el centro de la Franja de Gaza. Hasta el 14 de octubre de 2024, se había confirmado la muerte de al menos cinco personas en el ataque y al menos otras setenta resultaron heridas —la mayoría con graves quemaduras— después de que tras el ataque se desatara un gran incendio.
Se espera que el número de muertos aumente debido al gran número de víctimas con quemaduras muy graves. Tras el ataque, veinticinco personas fueron trasladadas al Hospital Nasser, en el sur de Gaza, tras sufrir quemaduras graves. Después de que se hicieran públicos desgarradores vídeos que mostraban a personas quemándose vivas, la Casa Blanca expresó su preocupación a Israel.
Se estima que alrededor de un millón de personas desplazadas se encontraban refugiadas en Deir al-Balah en el momento del ataque.

## Masacre
El ataque se produjo mientras los servicios de emergencia estaban recibiendo a personas heridas por el bombardeo israelí de la escuela al-Mufti en Nuseirat que se había producido unas horas antes, que mató a veintidós personas e hirió a otras ochenta —La escuela era el sitio de la campaña de vacunación contra la polio que está llevando a cabo la UNRWA en Gaza y que debía comenzar el día del ataque—. Según un coordinador de Médicos Sin Fronteras que se encontraba en el lugar, el incendio destruyó las tiendas que albergaban a treinta y siete familias.
El ataque provocó la explosión de varias bombonas de gas que los desplazados utilizaban para cocinar, lo que avivó aún más el incendio. Las imágenes del lugar de la masacre mostraban tiendas de campaña en llamas mientras la gente intentaba apagar el incendio. Más de veinte tiendas de campaña que utilizaban los desplazados palestinos para refugiarse fueron destruidas en el ataque israelí.
Médicos Sin Fronteras, la organización, que colabora en la gestión del hospital, calificó el ataque de «totalmente inaceptable» y dijo: «Los repetidos ataques a las instalaciones médicas en Gaza deben terminar». «Las estructuras sanitarias y el personal médico deben estar protegidos en todo momento, y las partes en conflicto deben respetar los recintos hospitalarios. La población de Gaza está atrapada bajo bombardeos incesantes. Es necesario un alto el fuego ahora para detener este derramamiento de sangre».
Israel afirmó que había atacado un centro de mando de Hamás incrustado en el aparcamiento, sin aportar pruebas. Médicos Sin Fronteras (MSF), que tiene personal trabajando en el Hospital Al-Aqsa, informó que «no tenía conocimiento» de un centro de comando de Hamás y que «el hospital funciona como un hospital».

## Víctimas
El personal médico dijo que el hospital en sí no sufrió daños en el ataque, pero tenía una grave falta de gasas, jeringas y «las cosas más simples» necesarias para brindar atención médica a los números heridos y desplazados y que tuvieron que atender a los pacientes en el piso por falta de camas. El jefe del Departamento de Emergencias del hospital dijo que muchos de los heridos eran mujeres y niños y que la mayoría tenían quemaduras de segundo y tercer grado; algunos también tenían heridas de metralla que requerían cuidados críticos. Además, se espera que muchas de las personas que sobrevivieron al ataque israelí, finalmente mueran a causa de sus quemaduras «masivas y profundas», dijo un trabajador médico.
Poco después del ataque se difundieron una serie de vídeos del incendio ampliamente compartidos, verificados por NBC, donde se podía ver al menos a una persona tendida en una cama, sin poder moverse, ardiendo viva, sin que las personas que se encontraban en los alrededores pudieran hacer nada para salvarlo. Según The New Arab, el hombre parecía estar conectado a un goteo intravenoso. La víctima, identificada como Shaban al-Dalou, era un estudiante de ingeniería de software de 19 años de la Universidad de al-Azhar que sobrevivió al bombardeo de las FDI a la mezquita Shuhada al-Aqsa una semana antes, su madre también murió en el incendio. Mientras que su padre sufrió graves quemaduras al sacar a dos de los hijos de la familia de las llamas. El hermano de 11 años de Shaban, Abdul Rahman al-Dalou, también murió a causa de las quemaduras tres días después, lo que eleva el número de víctimas mortales del ataque israelí a seis.
Tras la difusión en las redes sociales del vídeo de Shaban al-Dalou quemándose vivo hasta morir durante el ataque, varias cuentas proisraelíes difundieron la falsa teoría conspirativa de Pallywood de que el vídeo había sido manipulado o era falso. Un periodista independiente que filmó el ataque declaró: «Vi gente ardiendo frente a mí. Por Dios, nadie podía hacer nada. El hombre, la mujer y la niña ardiendo frente a mí».

## Justificación de Israel
El portavoz militar israelí Avichay Adraee dijo que la fuerza aérea había bombardeado un «centro de comando y control» que se encontraba en el hospital y describió el ataque como un «ataque preciso contra terroristas que operaban dentro de un centro de comando y control en el área de un estacionamiento adyacente», en ambos casos sin proporcionar ninguna prueba. El ejército israelí también afirmó, como lo hace habitualmente en todos los ataques que realiza contra la infraestructura civil en Gaza, que Hamás estaban utilizando el hospital para «planificar y llevar a cabo operaciones terroristas» contra las fuerzas y el territorio israelíes.  Por su parte, Médicos Sin Fronteras, que tiene personal trabajando en el Hospital Al-Aqsa, negó las alegaciones israelíes e informó que «no tenía conocimiento» de un centro de comando de Hamás y que «el hospital funciona como un hospital».

## Respuesta de Estados Unidos
Un portavoz del Consejo de Seguridad Nacional de los Estados Unidos dijo a The New York Times y The Times of Israel que la Casa Blanca había expresado su preocupación a Israel. «Las imágenes y vídeos de lo que parecen ser civiles desplazados quemándose vivos tras un ataque aéreo israelí son profundamente inquietantes, y hemos dejado claras nuestras preocupaciones al gobierno israelí» El portavoz estadounidense añadió que: «Israel tiene la responsabilidad de hacer más para evitar víctimas civiles, y lo que ocurrió aquí es horrible, incluso si Hamás estaba operando cerca del hospital en un intento de utilizar a los civiles como escudos humanos».
El Comité Árabe-Americano contra la Discriminación declaró: «Estados Unidos es directamente responsable de la masacre que se está desarrollando en el Hospital Al-Aqsa y de todas las vidas perdidas durante este genocidio».
La congresista demócrata Cori Bush y la representante también demócrata Alexandria Ocasio-Cortez pidieron un embargo de armas a través de sus respectivas cuentas de Twitter. La congresista Bush tuiteó: «No hay palabras lo suficientemente poderosas para describir la agonía de los seres humanos que son masacrados y quemados vivos. Estados Unidos está financiando y armando el exterminio del pueblo palestino por parte del ejército israelí. Es inconcebible. Hay que poner fin a este genocidio. Debe haber un #EmbargoDeArmasAhora». Por su parte Ocasio-Cortez tuiteó: «Los horrores que se desarrollan en el norte de Gaza son el resultado de un gobierno de Netanyahu completamente desenfrenado, completamente armado por la administración Biden mientras se bloquea la ayuda alimentaria y se bombardea a los pacientes en los hospitales. Esto es un genocidio de palestinos. Estados Unidos debe dejar de permitirlo. Embargo de armas ahora».
La embajadora de Estados Unidos ante las Naciones Unidas, Linda Thomas-Greenfield, dijo en la reunión del Consejo de Seguridad de la ONU del 16 de octubre de 2024: «Colegas, este fin de semana, como muchos de ustedes, como tantas personas en todo el mundo, vi con horror cómo las imágenes del centro de Gaza pasaban por mi pantalla. Imágenes de lo que parecían ser civiles desplazados quemándose vivos tras un ataque aéreo israelí». No hay palabras, sencillamente no hay palabras, para describir lo que vimos. Israel tiene la responsabilidad de hacer todo lo posible para evitar víctimas civiles, incluso si Hamás estaba operando cerca del hospital en un intento de utilizar a civiles como escudos humanos. Se lo hemos dicho claramente a Israel».